# Eriopyga tama
Eriopyga tama là một loài bướm đêm trong họ Noctuidae.